# Flentrop

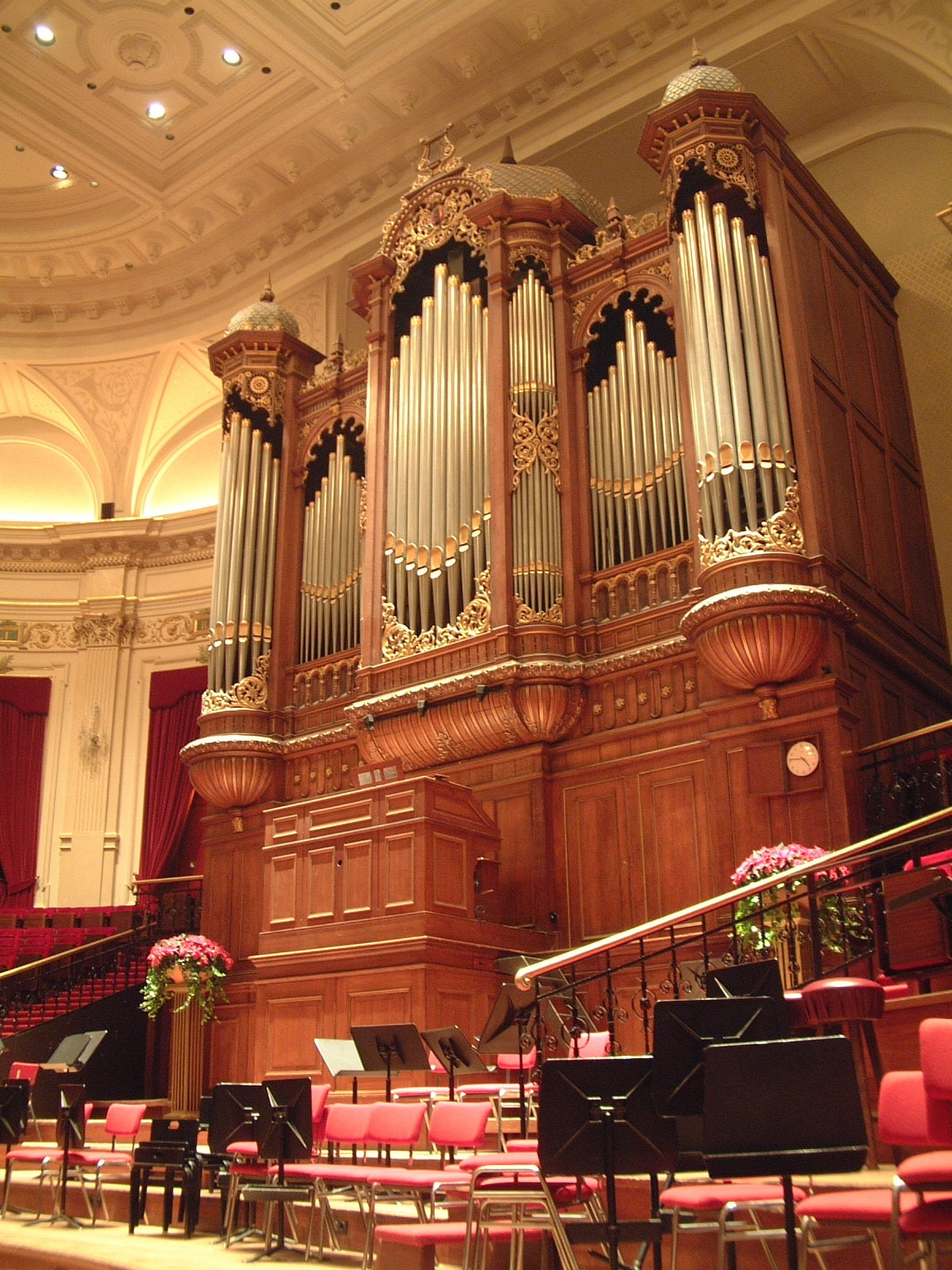
Orgue de Michaël Maarschalkerweerd réconstruit par Flentrop (Concertgebouw à Amsterdam)

Flentrop Orgelbouw est une entreprise néerlandaise qui construit et restaure des orgues depuis 1915. Le bureau est situé à Zaandam. L'atelier où les tuyaux sont fabriqués et l'atelier de menuiserie sont situés à Koog aan de Zaan.
L’entreprise a été fondée en 1903 par Hendrik Wicher Flentrop (1866-1950). Flentrop était organiste à l'église Westzijderkerk de Zaandam. En outre, il a commencé un commerce de pianos et d'orgues.